# إيمي ونايت
إيمي ونايت (بالإنجليزية: Amy Knight)‏ هي مؤرخة أمريكية، ولدت في 10 يوليو 1946.